# 278 Paulina
Paulina (asteróide 278) é um asteroide da cintura principal com um diâmetro de 35,01 quilómetros, a 2,390767 UA. Possui uma excentricidade de 0,1323476 e um período orbital de 1 670,63 dias (4,58 anos).
Paulina tem uma velocidade orbital média de 17,9430808 km/s e uma inclinação de 7,82538º.
Esse asteroide foi descoberto em 16 de Maio de 1888 por Johann Palisa.